# Hua Hin Championships
A Hua Hin Championships (szponzorált nevén Toyota Thailand Open) egy évente megrendezett tenisztorna Thaiföldön, Huahin városában, amely 2020-ig International kategóriájú volt, 2023-tól a WTA250 tornák közé tartozik. Az első versenyt 2019-ben tartották meg, akkor az ukrán Dajana Jasztremszka nyert.
A tornát keménypályán rendezik, összdíjazása 250 000 dollár.
A verseny helyszínén 2015-ben és 2017-ben WTA 125K-tornát rendeztek. 2024-ben két torna is megrendezésre került.

## Döntők

### Egyéni
| Év                          | Győztes             | Ellenfél a döntőben | Eredmény a döntőben |
| --------------------------- | ------------------- | ------------------- | ------------------- |
| 2024 (2)                    | Rebecca Šramková    | Laura Siegemund     | 6–4, 6–4            |
| 2024 (1)                    | Gyiana Snajgyer     | Csu Lin             | 6–3, 2–6, 6–1       |
| 2023                        | Csu Lin             | Leszja Curenko      | 6–4, 6–4            |
| ↑ WTA250 torna ↑            |                     |                     |                     |
| 2021-2022                   | Nem rendezték meg   | Nem rendezték meg   | Nem rendezték meg   |
| 2020                        | Magda Linette       | Leonie Küng         | 6–3, 6–2            |
| 2019                        | Dajana Jasztremszka | Ajla Tomljanović    | 6–2, 2–6, 7–6(3)    |
| ↑ WTA International torna ↑ |                     |                     |                     |
| 2017                        | Belinda Bencic      | Hszie Su-vej        | 6–3, 6–4            |
| 2015                        | Jaroszlava Svedova  | Ószaka Naomi        | 6–4, 6–7(8), 6–4    |
| ↑ WTA 125K torna ↑          |                     |                     |                     |

### Páros
| Év                          | Győztesek                           | Ellenfelek a döntőben                    | Eredmény a döntőben |
| --------------------------- | ----------------------------------- | ---------------------------------------- | ------------------- |
| 2024 (2)                    | Anna Danilina Irina Hromacsova      | Eudice Chong Ucsijima Mojuka             | 6–4, 7–5            |
| 2024 (1)                    | Kato Miju Aldila Sutjiadi           | Kuo Han-jü Csiang Hszin-jü               | 6–4, 1–6, [10–7]    |
| 2023                        | Csan Hao-csing Vu Fang-hszien       | Vang Hszin-jü Csu Lin                    | 6–1, 7–6(6)         |
| ↑ WTA250 torna ↑            |                                     |                                          |                     |
| 2021–2022                   | Nem rendezték meg                   | Nem rendezték meg                        | Nem rendezték meg   |
| 2020                        | Arina Rodionova Storm Sanders       | Barbara Haas Ellen Perez                 | 6–3, 6–3            |
| 2019                        | Irina-Camelia Begu Monica Niculescu | Anna Blinkova Vang Ja-fan                | 2–6, 6–1, [12–10]   |
| ↑ WTA International torna ↑ |                                     |                                          |                     |
| 2017                        | Tuan Jing-jing Vang Ja-fan          | Dalila Jakupović Irina Hromacsova        | 6–3, 6–3            |
| 2015                        | Liang Csen Vang Ja-fan              | Varatchaya Wongteanchai Jang Csao-hszüan | 6–3, 6–3            |
| ↑ WTA 125K torna ↑          |                                     |                                          |                     |